# Poulx
Poulx är en kommun i departementet Gard i regionen Occitanien i södra Frankrike. Kommunen ligger i kantonen Marguerittes som tillhör arrondissementet Nîmes. År 2022 hade Poulx 4 265 invånare.

## Befolkningsutveckling
Antalet invånare i kommunen Poulx
Referens:INSEE